# Travels in the interior of South Africa
Travels in the interior of South Africa (abreviado Trav. S. Africa) es un libro ilustrado y con descripciones botánicas que fue escrito por el naturalista, ilustrador, y explorador británico William John Burchell y publicado en dos volúmenes en los años 1822-1824.